# Aurelio Tommasetti
Aurelio Tommasetti (ur. 2 maja 1966 w Neapolu) – włoski ekonomista i nauczyciel akademicki, profesor, rektor Uniwersytetu w Salerno.

## Życiorys
W 1989 ukończył studia ekonomiczno-handlowe na Uniwersytecie Neapolitańskim im. Fryderyka II. Został nauczycielem akademickim na Uniwersytecie w Salerno, dochodząc w 2005 do stanowiska profesora zwyczajnego tej uczelni. Wchodził w skład rady dyrektorów uniwersytetu, a także kierował współtworzonym przez uczelnię konsorcjum Osservatorio dell’Appennino Meridionale. Wykładał również m.in. na uniwersytetach w Maputo, Rzymie i Neapolu. Zajmował się działalnością konsultingową jako doradca przedsiębiorstw publicznych i prywatnych. Autor około 70 publikacji naukowych, członek towarzystw ekonomiczno-biznesowych SIDREA i AIDEA. W 2013 objął stanowisko rektora Uniwersytetu w Salerno na sześcioletnią kadencję (do 2019). Wyróżniony doktoratem honoris causa z ekonomii przez Universidad Católica de Colombia w Bogocie (2013).
W 2019 przyjął propozycję startu z ramienia Ligi Północnej w wyborach europejskich; nie uzyskał wówczas mandatu.